# Ibanez JS
Az Ibanez JS (Joe Satriani Signature) egy elektromos gitár típus, melyet a japán Ibanez hangszercég készít a gitárvirtuóz Joe Satriani tiszteletére. A hangszer fejlesztése 1987-ben kezdődött.
Felépítésére jellemző a Stratocasteréhez hasonló testforma, mely fehér hársból készül. A nyak csavaros rögzítéssel csatlakozik a testhez, 22 érintős, pontozott berakásokkal. A fej formáját az Ibanezre jellemző éles vonalak adják. A hangolókulcsok 6+0-s elrendezésben vannak a fejen.
A JS sorozatban jelenleg három modell készül:
- A JS100 fekete és vörös színekben kapható. A sorozat többi tagjától a 21. érintőt jelző csík berakás, az „Edge III” híd, és az „Axis Humbucker” hangszedők különböztetik meg, melyek közepes kimeneti jelet produkálnak, és karakteres hangzásuk az akkordjátékhoz ideális.
- A JS1000 gyöngyház fekete (Black Pearl) színben készül. DiMarzio PAF hangszedőt használ a nyaknál és DiMarzio Fred típusút a híd oldalon.
- A JS1200 (a képen) „Candy Apple” színben kapható, specifikációja gyakorlatilag megegyezik az 1000-es modellével.

## Külső hivatkozások
- Ibanez.com – JS Series
- Ibanez JS Guitar Specifications
- The Ibanez JS Site
- Joe Satriani Universe - Ibanez JS Guitars full list & specs